# Polstjerne
En polstjerne er en helst lysstærk stjerne, som befinder sig ikke alt for langt fra enten himlens nordlige pol eller himlens sydlige pol. Polerne er skæringspunkterne mellem Jordens rotationsakse og himmelkuglen. Deres nærhed til en pol medfører, at de står næsten samme sted på himlen hele døgnet igennem. De er derfor for en navigatør velegnede til at bestemme retningen til geografisk nord hhv. syd.
I de nærmeste århundreder er Polaris eller "Nordstjernen" velegnet som polstjerne for den nordlige halvkugle, da den kun står 44' = 0.74º fra himmelpolen og samtidig er ret lysstærk; dens størrelsesklasse er m = 2.0.
Derimod er himmelegnen omkring den sydlige himmelpol helt uden lysstærke stjerner. Den nærmeste stjerne, som kan ses med det blotte øje, er Sigma Octantis i det sydlige stjernebillede Oktanten. Dens afstand fra den sydlige himmelpol er 63' = 1.05º, men dens størrelsesklasse er kun m = 5.5 og dermed tæt på grænsen for synlighed (m = 6). Som et kuriosum kan nævnes, at Sigma Octantis er den mindste af de stjerner, som indgår i Brasiliens nationalflag.
Set fra Nordpolen står Polaris næsten i zenit og set fra Sydpolen er det Sigma Octantis, som står næsten lodret over iagttageren.
Ved ækvator er begge stjerner principielt synlige, men da de står lavt over horisonten i henholdsvis nord og syd, vil det kræve en meget klar himmel at se dem.
På grund af gravitationspåvirkning fra Månen og Solen på Jordens ækvatorudbuling drejer Jordens rotationsakse sig i en kegleformet bevægelse, præcession. Én omdrejning tager ca. 26 000 år. Derfor flytter gradnettet sig i forhold til baggrunden af stjerner, og hvervene som polstjerne går derfor på skift.

## Polstjerner for den nordlige halvkugle
Hvis man tager højde for præcessionen og for stjernens egenbevægelse (langperiodiske ændringer) kan man beregne, at stjernen i februar 2102 vil nå en mindste afstand fra den nordlige himmelpol på 1657" = 21.62' = 0.4603°; til sammenligning er Månens vinkeldiameter ca. 30'. Tager man også hensyn til kortperiodiske udsving, der skyldes nutation og aberration) vil Polaris den 24. marts 2100 opnå en tilsyneladende afstand fra polen på 1629" = 27.15' =  0.4526°.
Nedstående tabel viser, hvilke stjerner, som i løbet af præcessionsperioden på 26 000 år kommer i spil som polarstjerne, startende med den nuværende indehaver af titlen:. Kolonnen mærket "V" angiver stjernens visuelle størrelsesklasse.
| Bayer betegnelse   | Egen- navn | V     | Stjerne- billede | Mindste afstand | Noter                                                  |
| ------------------ | ---------- | ----- | ---------------- | --------------- | ------------------------------------------------------ |
| Alfa Ursae Minoris | Polaris    | 1.98  | Ursa Minor       | under 0.5°      | Nuværende Nordstjerne                                  |
| Gamma Cephei       | Errai      | 3.21  | Cepheus          | under 3°        | Nordstjerne omkring 3100.                              |
| Iota Cephei        |            | 3.51  | Cepheus          | within 5°       | Omtrent som Beta Cephei.                               |
| Beta Cephei        | Alfirk     | 3.51  | Cepheus          | under 5°        | Nordstjerne omkring 5900.                              |
| Alfa Cephei        | Alderamin  | 2.51  | Cepheus          | under 3°        | Nordstjerne omkring 7500.                              |
| Alfa Cygni         | Deneb      | 1.25  | Svanen           | under 7°        | Nordstjerne omkring 9800.                              |
| Delta Cygni        | Fawaris    | 2.87  | Svanen           | under 3°        | Nordstjerne omkring 11 250.                            |
| Alfa Lyrae         | Vega       | 0.026 | Lyren            | under 5°        | Nordstjerne omkring 12 000 fvt og igen omkring 14 500. |
| Iota Herculis      |            | 3.75  | Hercules         | under 4°        | Nordstjerne omkring 9000 fvt og igen omkring 15 000.   |
| Tau Herculis       |            | 3.89  | Hercules         | under 1°        | Nordstjerne omkring 7400 fvt. og igen omkring 18 400.  |
| Iota Draconis      | Edasich    | 3.29  | Dragen           | under 5°        | Nordstjerne omkring 4400 fvt.                          |
| Alfa Draconis      | Thuban     | 3.65  | Dragen           | under 0.1°      | Nordstjerne omkring 3000 fvt.                          |
| Beta Ursae Minoris | Kochab     | 2.08  | Lille Bjørn      | under 7°        | Nordstjerne omkring 1100 fvt.                          |

## Polstjerner for den sydlige halvkugle
Hosstående illustration viser, hvordan den sydlige himmelpol bevæger sig rundt om ekliptikas sydpol. Som der fremgår, er der i de omkringliggende århundreder ingen klar stjerne nær polen. Den nærmeste stjerne, som er synlig med det blotte øje, er Sigma Octantis. Dens visuelle størrelsesklasse er m = 5.47, hvilket lige netop er på den synlige side af grænsen ved m = 6. Der er tale om en gul kæmpekæmpestjerne 294 lysår fra Solen. Dens vinkeladskillelse fra polen er 1° 03’ (2000). Sigma Oktantis er den lyssvageste stjerne, som optræder på noget lands nationalflag.
For visuelt at finde polen kan man benytte følgende to fremgangsmåder:
- Man finder skæringspunktet mellem midtnormalen for de to meget klare stjerner Alfa og Beta Centauri og linjen gennem Sydkorsets stamme.

- Man benytter Store og Lille Magellanske Sky, der på kortet ses som to grå klatter på sort baggrund. De danner omtrent en ligebenet (sfærisk) trekant med den sydlige pol.

Omkring 200 f.v.t. var stjernen Beta Hydri den nærmeste klare stjerne til den himmelske sydpol. Omkring 2800 f.v.t. var Achernar 8° fra sydpolen, jævnfør kortet.
Fra det 80. til det 90. århundrede vil den sydlige himmelpol bevæge sig gennem det ”Falske Kors”, der er et asterisme, som dannes af  fire klare stjerner, på kortet ses de ved venstre kant. Det Falske Kors er lidt større end Sydkorset, men dets stamme peger ikke mod polen, deraf karakteristikken.
Præcession og egenbevægelse betyder, at Sirius vil blive en fremtidig sydpolstjerne: Omkring år 66 270 vil dens deklination være –88.4° og omkring 93 830 –87.7°. En animation af den sydlige himmelpols rotation, der også medtager stjernernes egenbevægelse, kan ses på Youtube.